# Сьентификос
Сьентификос (исп. Los Científicos) — группа олигархов, приближенных к мексиканскому президенту Порфирио Диасу. Название происходит от исп. Científicos — ученые, группа придерживалась научного (технократического) подхода к переустройству Мексики.
Сьентификос были представителями среднего класса: бывшие адвокаты, журналисты, чиновники. Своим положением сьентификос были обязаны исключительно президенту Диасу. У группы сьентификос также не было поддержки в армии или во властных кругах штатов.
Сьентификос придерживались философии позитивизма. Популяризация этого учения началась еще 1860-х гг., когда последователь Огюста Конта Габино Барреда организовал Национальную подготовительную школу в Мехико, из  которой впоследствии вышли многие мексиканские лидеры. Поэтому сьентификос стремились управлять государством с помощью научных методов. Сочетая идеи позитивизма и социального дарвинизма, сьентификос считали коренное население неспособным к модернизации Мексики. Поэтому они старались копировать европейский опыт и привлекать в страну европейских колонистов. Важным пунктом программы сьентификос было привлечение европейского капитала, чтобы создать противовес американским инвесторам. Сьентификос пытались примирить либеральную идею политической свободы с консервативным требованием порядка и стабильности.
Однако они часто злоупотребляли своим положением. Например, выгодные концессии можно было приобрести, только заручившись их поддержкой. Или сьентификос могли, зная, где пройдет железная дорога, заранее через подставных лиц скупить эти земли, а затем продать их государству в несколько раз дороже.
Среди историков нет единого мнения по поводу роли сьентификос. Историк Алан Найт замечает, что власть сьентификос, несмотря на всё их богатство и связи, была ограничена и происходила от Порфирио Диаса. Их влияние простиралось лишь на Мехико, где сьентификос имели должности в министерствах и Конгрессе и деловые контакты. За редким исключением они не обладали никакой властью в провинции. Также было бы упрощением отождествлять эту группу с Порфирио Диасом. Сьентификос были лишь одной из групп, принадлежавших к элите, и президент не всегда прислушивался к их советам. Так, например, другая влиятельная группа, которую поддерживала национальная буржуазия, состояла из крупных помещиков и бывших генералов, возглавляемых Бернардо Рейесом.
С момента образования группы и до своей смерти в 1895 году лидером сьентификос был тесть Порфирио Диаса — Ромеро Рубио. Потом его место занял Хосе Лимантур. Одним из главных идеологов группы был историк Хусто Сьерра. Также к сьентификос принадлежал Эмилио Рабаса.